# Giovanni Silva de Oliveira
Giovanni Silva de Oliveira, kortweg Giovanni (Belém, 4 februari 1972) is een voormalig Braziliaans profvoetballer. Zijn beste prestaties heeft hij geleverd in zijn periode bij FC Barcelona.

## Clubcarrière
Via Tuna Luso, Paysandu SC en Sãocarlense kwam Giovanni in 1995 bij de Braziliaanse topclub Santos FC terecht. In datzelfde jaar werd hij verkozen tot Braziliaans voetballer van het jaar. Hij viel op bij deze club als veelscorende speler, met 25 goals in 19 competitieduels in zijn tweede seizoen.
Giovanni werd in 1996 gecontracteerd door FC Barcelona. In zijn eerste twee seizoenen bij de Catalaanse club was hij basisspeler en Giovanni maakte in totaal 18 competitiedoelpunten. Eén daarvan was in het seizoen 1997/98 uit bij Real Madrid, in de Derby van het Heelal. Giovanni vierde zijn goal door met opgestoken middelvingers langs de ultras van Real te lopen. Met FC Barcelona won Giovanni meerdere prijzen, waaronder de Spaanse landstitel in 1998 en 1999, de Copa del Rey in 1997 en 1998 en de Europacup II in 1997.
In zijn laatste seizoen bij FC Barcelona zat Giovanni vooral op de bank en 1999 vertrok hij daarom naar Olympiakos Piraeus. Bij de Griekse club groeide hij uit tot een publiekslieveling. In het seizoen 2003/04 werd Giovanni met 21 doelpunten topscorer van Griekenland. Een seizoen later leidde Giovanni samen met zijn landgenoot Rivaldo Olympiakos naar de Griekse landstitel.
In juni 2005 keerde hij terug naar Brazilië om weer bij Santos FC te gaan spelen. In januari 2006 vertrok Giovanni naar het Arabische Al-Hilal, nadat hij van trainer Vanderlei Luxemburgo te horen had gekregen dat hij moest vertrekken. In de zomer van 2006 keerde de Braziliaan terug naar Griekenland, waar Giovanni voor Ethnikos Piraeus ging spelen. In april 2008 stopte hij met voetballen, maar in november keerde hij terug in Brazilië bij Mogi Mirim Esporte Clube. In 2010 tekende hij zijn laatste contract bij het Braziliaanse Santos FC. Ondanks het geringe aantal wedstrijden dat hij speelde, is hij met Santos FC kampioen van Brazilië geworden. In 2010, voor het einde van het voetbalseizoen, besloot hij te stoppen met het profvoetbal.

## Interlandcarrière
Giovanni speelde 19 interlands met het Braziliaans nationaal elftal, waarin hij zes keer scoorde. In 1997 won hij met de Goddelijke Kanaries de Copa América en op het Wereldkampioenschap voetbal 1998 werd Giovanni vicewereldkampioen met Brazilië.

## Erelijst
Clube do Remo
- Campeonato Paraense: 1993

 FC Barcelona
- La Liga: 1997/98, 1998/99
- Copa del Rey: 1996/97, 1997–98
- Supercopa de España: 1996
- Europacup II: 1996/97
- UEFA Super Cup: 1997

 Olympiakos Piraeus
- Alpha Ethniki: 1999/00, 2000/01, 2001–02, 2002/03, 2004/05
- Beker van Griekenland: 2004/05

 Al-Hilal
- Saudi Crown Prince Cup: 2006
- Prince Faisal Bin Fahad Cup: 2006

 Santos FC
- Copa do Brasil: 2010
- Campeonato Paulista: 2006, 2010

 Brazilië
- Umbro Cup: 1995
- Copa America: 1997

Individueel
- Bola de Ouro: 1995
- Bola de Prata: 1995
- Beste buitenlandse speler van het jaar in de Alpha Ethniki: 1999/00, 2003/04
- Topscorer Alpha Ethniki: 2003/04

1 Taffarel ·
2 Cafú ·
3 Aldair ·
4 Márcio Santos ·
5 Mauro Silva ·
6 Roberto Carlos ·
7 Giovanni ·
8 Dunga  · 
9 Ronaldo ·
10 Leonardo ·
11 Romário ·
12 Carlos Germano ·
13 Djalminha ·
14 Zé Maria ·
15 Célio Silva ·
16 Gonçalves ·
17 Zé Roberto ·
18 César Sampaio ·
19 Flávio Conceição ·
20 Denílson ·
21 Edmundo ·
22 Paulo Nunes ·
Coach: Zagallo
1 Taffarel ·
2 Cafú ·
3 Aldair ·
4 Júnior Baiano ·
5 César Sampaio ·
6 Roberto Carlos ·
7 Giovanni ·
8 Dunga  ·
9 Ronaldo ·
10 Rivaldo ·
11 Emerson ·
12 Carlos Germano ·
13 Zé Carlos ·
14 Gonçalves ·
15 André Cruz ·
16 Zé Roberto ·
17 Doriva ·
18 Leonardo ·
19 Denílson ·
20 Bebeto ·
21 Edmundo ·
22 Dida ·
Coach: Zagallo